# Црква Светог Петра у Риги
Црква светог Петра у Риги је један од најбољих примера средњовековне црквене архитектуре у балтичком региону. Саграђена је у 13. веку а од тада је зграда као таква прошла кроз много периода. Барокну дрвени звоник постављен је 1690. као највиши у свету у то доба. Црква је спаљена током Другог светског рата а обновљена је тек 1973. Метални звоник висок је 123.35 метара. Ентеријер цркве садржи старе епитафе и надгробне плоче.